# Turn- und Sportgemeinschaft 1899 Hoffenheim 2021-2022
Questa voce raccoglie le informazioni riguardanti il Turn- und Sportgemeinschaft 1899 Hoffenheim nelle competizioni ufficiali della stagione 2021-2022.

## Stagione
Nella stagione 2021-2022 l'Hoffenheim, allenato da Sebastian Hoeneß, concluse il campionato di Bundesliga al 9º posto. In Coppa di Germania l'Hoffenheim fu eliminato agli ottavi di finale dal Friburgo.

## Rosa
| N. |                                 | Ruolo | Calciatore            |
| -- | ------------------------------- | ----- | --------------------- |
| 1  | Germania (bandiera)             | P     | Oliver Baumann        |
| 3  | Rep. Ceca (bandiera)            | D     | Pavel Kadeřábek       |
| 4  | Bosnia ed Erzegovina (bandiera) | D     | Ermin Bičakčić        |
| 6  | Norvegia (bandiera)             | C     | Håvard Nordtveit      |
| 7  | Danimarca (bandiera)            | A     | Jacob Bruun Larsen    |
| 8  | Germania (bandiera)             | C     | Dennis Geiger         |
| 9  | Togo (bandiera)                 | A     | Ihlas Bebou           |
| 10 | Israele (bandiera)              | A     | Moanes Dabour         |
| 11 | Austria (bandiera)              | C     | Florian Grillitsch    |
| 12 | Germania (bandiera)             | P     | Philipp Pentke        |
| 13 | Germania (bandiera)             | C     | Angelo Stiller        |
| 14 | Austria (bandiera)              | C     | Christoph Baumgartner |
| 15 | Ghana (bandiera)                | D     | Kasim Nuhu            |
| 16 | Germania (bandiera)             | C     | Sebastian Rudy        |
| 17 | Germania (bandiera)             | D     | David Raum            |
| 18 | Mali (bandiera)                 | C     | Diadie Samassékou     |
| 21 | Germania (bandiera)             | D     | Benjamin Hübner       |
| 22 | Germania (bandiera)             | D     | Kevin Vogt            |

| N. |                        | Ruolo | Calciatore       |
| -- | ---------------------- | ----- | ---------------- |
| 24 | Stati Uniti (bandiera) | D     | Justin Che       |
| 25 | Nigeria (bandiera)     | D     | Kevin Akpoguma   |
| 27 | Croazia (bandiera)     | A     | Andrej Kramarić  |
| 28 | Stati Uniti (bandiera) | D     | Chris Richards   |
| 29 | Danimarca (bandiera)   | C     | Robert Skov      |
| 30 | Germania (bandiera)    | C     | Marco John       |
| 31 | Germania (bandiera)    | C     | Bambasé Conté    |
| 33 | Francia (bandiera)     | A     | Georginio Rutter |
| 34 | Austria (bandiera)     | D     | Gabriel Haider   |
| 36 | Germania (bandiera)    | P     | Nahuel Noll      |
| 37 | Germania (bandiera)    | P     | Luca Philipp     |
| 38 | Austria (bandiera)     | D     | Stefan Posch     |
| 39 | Germania (bandiera)    | C     | Tom Bischof      |
| 40 | Germania (bandiera)    | C     | Umut Tohumcu     |
| 43 | Germania (bandiera)    | D     | Noah König       |
| 44 | Germania (bandiera)    | A     | Fisnik Asllani   |
| 45 | Germania (bandiera)    | A     | Nick Proschwitz  |

## Organigramma societario
Area tecnica
- Preparatori atletici:
- Allenatore in seconda: Timo Gross, Matthias Kaltenbach, David Krecidlo
- Preparatore dei portieri: Michael Rechner
- Analisi video: Niklas Hagenhoff, Niklas Mayer, Timo Gross
- Allenatore:

## Calciomercato

### Sessione estiva
| Acquisti | Acquisti           | Acquisti       | Acquisti |
| R.       | Nome               | da             | Modalità |
| -------- | ------------------ | -------------- | -------- |
| A        | Jacob Bruun Larsen | Anderlecht     |          |
| D        | Justin Hoogma      | Utrecht        |          |
| D        | David Raum         | Greuther Fürth |          |
| C        | Angelo Stiller     | Bayern Monaco  |          |

| Cessioni | Cessioni          | Cessioni       | Cessioni |
| R.       | Nome              | a              | Modalità |
| -------- | ----------------- | -------------- | -------- |
| A        | Ishak Belfodil    | Hertha Berlino |          |
| A        | Maximilian Beier  | Hannover 96    |          |
| D        | Kōstas Stafylidīs | Bochum         |          |
| D        | Justin Hoogma     | Greuther Fürth |          |
| D        | Max Geschwill     | Hoffenheim II  |          |
| D        | Chris Richards    | Bayern Monaco  |          |
| A        | Ryan Sessegnon    | Tottenham      |          |

### Sessione invernale
| Acquisti | Acquisti      | Acquisti      | Acquisti |
| R.       | Nome          | da            | Modalità |
| -------- | ------------- | ------------- | -------- |
| D        | Justin Che    | FC Dallas     |          |
| D        | Lucas Ribeiro | Internacional |          |

| Cessioni | Cessioni        | Cessioni        | Cessioni |
| R.       | Nome            | a               | Modalità |
| -------- | --------------- | --------------- | -------- |
| A        | Sargis Adamyan  | Club Bruges     |          |
| D        | Joshua Brenet   | Twente          |          |
| C        | Mijat Gaćinović | Panathīnaïkos   |          |
| D        | Lucas Ribeiro   | Ceará           |          |
| D        | Melayro Bogarde | Groningen       |          |
| D        | Fabian Rüth     | Rot-Weiss Essen |          |

## Risultati

### Bundesliga

#### Girone di andata
| Arbitro: | Brych |

|  |           |                                            |
|  | Marcatori | 37’ Larsen 79’ Adamyan 87’ Rutter 90’ Rudy |

| Arbitro: | Stegemann |

|                         |           |                            |
| Akpoguma 14’ Larsen 30’ | Marcatori | 10’ Gießelmann 47’ Awoniyi |

| Arbitro: | Zwayer |

|                                      |           |                            |
| Reyna 49’ Bellingham 69’ Haaland 90’ | Marcatori | 61’ Baumgartner 90’ Dabour |

| Arbitro: | Fritz |

|  |           |                             |
|  | Marcatori | 21’ Burkardt 77’ Ingvartsen |

| Bielefeld 18 settembre 2021, ore 15:30 CEST 5ª giornata | Arminia Bielefeld | 0 – 0 referto | Hoffenheim | SchücoArena (13 750 spett.)\| Arbitro: \| Ittrich \| |
| Arbitro:                                                | Ittrich           |               |            |                                                      |

| Arbitro: | Siebert |

|                                            |           |          |
| Kramarić 45’ Baumgartner 73’ Kadeřábek 81’ | Marcatori | 25’ Baku |

| Arbitro: | Osmers |

|                                      |           |            |
| Kempf 18’ Mavropanos 60’ Massimo 81’ | Marcatori | 84’ Larsen |

| Arbitro: | Reichel |

|                                                     |           |  |
| Bebou 31’, 49’ Baumgartner 51’ Geiger 74’ Posch 87’ | Marcatori |  |

| Arbitro: | Jöllenbeck |

|                                                        |           |  |
| Gnabry 16’ Lewandowski 30’ Choupo-Moting 82’ Coman 87’ | Marcatori |  |

| Arbitro: | Jablonski |

|                       |           |  |
| Kramarić 19’ Rudy 36’ | Marcatori |  |

| Arbitro: | Willenborg |

|                           |           |  |
| Novothny 66’ Pantović 90’ | Marcatori |  |

| Arbitro: | Welz |

|                           |           |  |
| Samassékou 12’ Dabour 68’ | Marcatori |  |

| Arbitro: | Dankert |

|                                     |           |                                                           |
| Leweling 22’ Tillman 46’ Hrgota 67’ | Marcatori | 32’, 62’, 80’ Bebou 40’, 57’ Rutter 66’ (aut.) Meyerhöfer |

| Arbitro: | Schlager |

|                                      |           |                         |
| Geiger 24’ Rutter 30’ Samassékou 59’ | Marcatori | 15’ Borré 72’ Paciência |

| Arbitro: | Willenborg |

|                   |           |                      |
| Schlotterbeck 21’ | Marcatori | 3’ Raum 90’ Richards |

| Arbitro: | Stieler |

|                 |           |                        |
| Schick 37’, 63’ | Marcatori | 80’ Stiller 83’ Dabour |

| Arbitro: | Jablonski |

|              |           |            |
| Akpoguma 90’ | Marcatori | 35’ Embolo |

#### Girone di ritorno
| Arbitro: | Cortus |

|                         |           |                |
| Bebou 38’, 44’ Raum 90’ | Marcatori | 5’ Gregoritsch |

| Arbitro: | Petersen |

|                           |           |                      |
| Voglsammer 22’ Prömel 73’ | Marcatori | 16’ (aut.) Baumgartl |

| Arbitro: | Müller |

|                         |           |                                     |
| Kramarić 45’ Rutter 77’ | Marcatori | 6’ Haaland 58’ Reus 66’ (aut.) Raum |

| Arbitro: | Dingert |

|                             |           |  |
| Lee 79’ Niakhaté 83’ (rig.) | Marcatori |  |

| Arbitro: | Hartmann |

|                       |           |  |
| Hübner 22’ Rutter 51’ | Marcatori |  |

| Arbitro: | Zwayer |

|          |           |                         |
| Wind 36’ | Marcatori | 73’ Larsen 78’ Kramarić |

| Arbitro: | Jöllenbeck |

|                      |           |          |
| Baumgartner 85’, 90’ | Marcatori | 58’ Endō |

| Arbitro: | Fritz |

|  |           |           |
|  | Marcatori | 62’ Posch |

| Arbitro: | Schröder |

|                 |           |                 |
| Baumgartner 32’ | Marcatori | 45’ Lewandowski |

| Arbitro: | Schlager |

|                                    |           |  |
| Stark 39’ Belfodil 63’ Tousart 74’ | Marcatori |  |

| Arbitro: | Siebert |

|          |           |                |
| Raum 54’ | Marcatori | 28’, 59’ Asano |

| Arbitro: | Dankert |

|                                          |           |  |
| Nkunku 5’ Halstenberg 20’ Szoboszlai 44’ | Marcatori |  |

| Sinsheim 17 aprile 2022, ore 17:30 CEST 30ª giornata | Hoffenheim | 0 – 0 referto | Greuther Fürth | PreZero Arena (16 110 spett.)\| Arbitro: \| Zwayer \| |
| Arbitro:                                             | Zwayer     |               |                |                                                       |

| Arbitro: | Jablonski |

|                        |           |                               |
| N'Dicka 32’ Kamada 66’ | Marcatori | 12’ (aut.) N'Dicka 78’ Rutter |

| Arbitro: | Fritz |

|                                   |           |                                           |
| Kramarić 32’ Stiller 49’ Rudy 84’ | Marcatori | 23’ Sallai 50’ Günter 70’ Höler 73’ Jeong |

| Arbitro: | Willenborg |

|                            |           |                                      |
| Rutter 22’ Baumgartner 36’ | Marcatori | 34’, 76’ Schick 73’ Diaby 90’ Alario |

| Arbitro: | Osmers |

|                                                        |           |             |
| Stindl 26’ Pléa 43’ (rig.) Hofmann 45’, 68’ Embolo 53’ | Marcatori | 3’ Kramarić |

### Coppa di Germania
| Arbitro: | Bokop |

|                        |           |                                      |
| Handle 33’ Greger 102’ | Marcatori | 27’ (rig.), 107’ Kramarić 94’ Dabour |

| Arbitro: | Hartmann |

|                                                                           |           |             |
| van den Bergh 3’ (aut.) Wahl 31’ (aut.) Stiller 59’ Dabour 72’ Larsen 84’ | Marcatori | 47’ Neumann |

| Arbitro: | Schröder |

|                          |           |                                                |
| Schlotterbeck 53’ (aut.) | Marcatori | 10’, 36’ (rig.) Grifo 55’ Schade 68’ Demirović |

## Statistiche

### Statistiche di squadra
| Competizione      | Punti | In casa | In casa | In casa | In casa | In casa | In casa | In trasferta | In trasferta | In trasferta | In trasferta | In trasferta | In trasferta | Totale | Totale | Totale | Totale | Totale | Totale | DR |
| Competizione      | Punti | G       | V       | N       | P       | Gf      | Gs      | G            | V            | N            | P            | Gf           | Gs           | G      | V      | N      | P      | Gf     | Gs     | DR |
| ----------------- | ----- | ------- | ------- | ------- | ------- | ------- | ------- | ------------ | ------------ | ------------ | ------------ | ------------ | ------------ | ------ | ------ | ------ | ------ | ------ | ------ | -- |
| Bundesliga        | 46    | 17      | 8       | 4       | 5       | 34      | 24      | 17           | 5            | 3            | 9            | 24           | 36           | 34     | 13     | 7      | 14     | 58     | 60     | -2 |
| Coppa di Germania | -     | 2       | 1       | 0       | 1       | 6       | 5       | 1            | 1            | 0            | 0            | 3            | 2            | 3      | 2      | 0      | 1      | 9      | 7      | +2 |
| Totale            | 46    | 19      | 9       | 4       | 6       | 40      | 29      | 18           | 6            | 3            | 9            | 27           | 38           | 37     | 15     | 7      | 15     | 67     | 67     | 0  |

### Andamento in campionato
| Giornata  | 1 | 2 | 3 | 4 | 5  | 6 | 7  | 8 | 9  | 10 | 11 | 12 | 13 | 14 | 15 | 16 | 17 | 18 | 19 | 20 | 21 | 22 | 23 | 24 | 25 | 26 | 27 | 28 | 29 | 30 | 31 | 32 | 33 | 34 |
| --------- | - | - | - | - | -- | - | -- | - | -- | -- | -- | -- | -- | -- | -- | -- | -- | -- | -- | -- | -- | -- | -- | -- | -- | -- | -- | -- | -- | -- | -- | -- | -- | -- |
| Luogo     | T | C | T | C | T  | C | T  | C | T  | C  | T  | C  | T  | C  | T  | T  | C  | C  | T  | C  | T  | C  | T  | C  | T  | C  | T  | C  | T  | C  | T  | C  | C  | T  |
| Risultato | V | N | P | P | N  | V | P  | V | P  | V  | P  | V  | V  | V  | V  | N  | N  | V  | P  | P  | P  | V  | V  | V  | V  | N  | P  | P  | P  | N  | N  | P  | P  | P  |
| Posizione | 2 | 2 | 9 | 9 | 10 | 9 | 11 | 9 | 11 | 9  | 10 | 10 | 5  | 5  | 4  | 4  | 5  | 3  | 4  | 7  | 8  | 5  | 5  | 6  | 4  | 6  | 6  | 6  | 6  | 8  | 8  | 8  | 8  | 9  |

Legenda:

Luogo: C = Casa; T = Trasferta. Risultato: V = Vittoria; N = Pareggio; P = Sconfitta.

### Statistiche dei giocatori
| Giocatore      | Bundesliga | Bundesliga | Bundesliga  | Bundesliga | Coppa di Germania | Coppa di Germania | Coppa di Germania | Coppa di Germania | Totale   | Totale | Totale      | Totale     |
| Giocatore      | Presenze   | Reti       | Ammonizioni | Espulsioni | Presenze          | Reti              | Ammonizioni       | Espulsioni        | Presenze | Reti   | Ammonizioni | Espulsioni |
| -------------- | ---------- | ---------- | ----------- | ---------- | ----------------- | ----------------- | ----------------- | ----------------- | -------- | ------ | ----------- | ---------- |
| S. Adamyan     | 13         | 1          | 0           | 0          | 1                 | 0                 | 0                 | 0                 | 14       | 1      | 0           | 0          |
| K. Akpoguma    | 26         | 2          | 5           | 0          | 3                 | 0                 | 2                 | 0                 | 29       | 2      | 7           | 0          |
| F. Asllani     | 2          | 0          | 0           | 0          | 0                 | 0                 | 0                 | 0                 | 2        | 0      | 0           | 0          |
| O. Baumann     | 33         | 0          | 1           | 0          | 2                 | 0                 | 0                 | 0                 | 35       | 0      | 1           | 0          |
| C. Baumgartner | 29         | 7          | 5           | 0          | 2                 | 0                 | 1                 | 0                 | 31       | 7      | 6           | 0          |
| I. Bebou       | 28         | 7          | 0           | 0          | 1                 | 0                 | 0                 | 0                 | 29       | 7      | 0           | 0          |
| M. Beier       | 0          | 0          | 0           | 0          | 0                 | 0                 | 0                 | 0                 | 0        | 0      | 0           | 0          |
| T. Bischof     | 1          | 0          | 0           | 0          | 0                 | 0                 | 0                 | 0                 | 1        | 0      | 0           | 0          |
| E. Bičakčić    | 1          | 0          | 0           | 0          | 0                 | 0                 | 0                 | 0                 | 1        | 0      | 0           | 0          |
| M. Bogarde     | 0          | 0          | 0           | 0          | 1                 | 0                 | 0                 | 0                 | 1        | 0      | 0           | 0          |
| J. Che         | 2          | 0          | 0           | 0          | 0                 | 0                 | 0                 | 0                 | 2        | 0      | 0           | 0          |
| B. Conté       | 0          | 0          | 0           | 0          | 0                 | 0                 | 0                 | 0                 | 0        | 0      | 0           | 0          |
| M. Dabour      | 27         | 3          | 5           | 0          | 3                 | 2                 | 0                 | 0                 | 30       | 5      | 5           | 0          |
| M. Gaćinović   | 4          | 0          | 1           | 0          | 2                 | 0                 | 0                 | 0                 | 6        | 0      | 1           | 0          |
| D. Geiger      | 20         | 2          | 6           | 0          | 2                 | 0                 | 1                 | 0                 | 22       | 2      | 7           | 0          |
| F. Grillitsch  | 18         | 0          | 7           | 0          | 0                 | 0                 | 0                 | 0                 | 18       | 0      | 7           | 0          |
| G. Haider      | 0          | 0          | 0           | 0          | 0                 | 0                 | 0                 | 0                 | 0        | 0      | 0           | 0          |
| B. Hübner      | 5          | 1          | 2           | 0          | 1                 | 0                 | 0                 | 0                 | 6        | 1      | 2           | 0          |
| M. John        | 2          | 0          | 0           | 0          | 1                 | 0                 | 0                 | 0                 | 3        | 0      | 0           | 0          |
| P. Kadeřábek   | 19         | 1          | 5           | 0          | 0                 | 0                 | 0                 | 0                 | 19       | 1      | 5           | 0          |
| A. Kramarić    | 32         | 6          | 2           | 0          | 3                 | 2                 | 0                 | 0                 | 35       | 8      | 2           | 0          |
| N. König       | 0          | 0          | 0           | 0          | 0                 | 0                 | 0                 | 0                 | 0        | 0      | 0           | 0          |
| J. Larsen      | 25         | 4          | 1           | 0          | 3                 | 1                 | 0                 | 0                 | 28       | 5      | 1           | 0          |
| N. Noll        | 0          | 0          | 0           | 0          | 0                 | 0                 | 0                 | 0                 | 0        | 0      | 0           | 0          |
| H. Nordtveit   | 11         | 0          | 1           | 0          | 0                 | 0                 | 0                 | 0                 | 11       | 0      | 1           | 0          |
| K. Nuhu        | 3          | 0          | 0           | 0          | 0                 | 0                 | 0                 | 0                 | 3        | 0      | 0           | 0          |
| P. Pentke      | 1          | 0          | 0           | 0          | 1                 | 0                 | 0                 | 0                 | 2        | 0      | 0           | 0          |
| L. Philipp     | 0          | 0          | 0           | 0          | 0                 | 0                 | 0                 | 0                 | 0        | 0      | 0           | 0          |
| S. Posch       | 28         | 2          | 5           | 0          | 3                 | 0                 | 0                 | 0                 | 31       | 2      | 5           | 0          |
| N. Proschwitz  | 1          | 0          | 0           | 0          | 0                 | 0                 | 0                 | 0                 | 1        | 0      | 0           | 0          |
| D. Raum        | 32         | 3          | 5           | 0          | 3                 | 0                 | 0                 | 0                 | 35       | 3      | 5           | 0          |
| C. Richards    | 19         | 1          | 1           | 0          | 2                 | 0                 | 1                 | 0                 | 21       | 1      | 2           | 0          |
| S. Rudy        | 21         | 3          | 5           | 0          | 3                 | 0                 | 0                 | 0                 | 24       | 3      | 5           | 0          |
| G. Rutter      | 33         | 8          | 2           | 0          | 3                 | 0                 | 0                 | 0                 | 36       | 8      | 2           | 0          |
| F. Rüth        | 0          | 0          | 0           | 0          | 0                 | 0                 | 0                 | 0                 | 0        | 0      | 0           | 0          |
| D. Samassékou  | 24         | 2          | 7           | 0          | 1                 | 0                 | 0                 | 0                 | 25       | 2      | 7           | 0          |
| R. Skov        | 12         | 0          | 1           | 0          | 1                 | 0                 | 0                 | 0                 | 13       | 0      | 1           | 0          |
| A. Stiller     | 26         | 2          | 1           | 0          | 3                 | 1                 | 1                 | 0                 | 29       | 3      | 2           | 0          |
| U. Tohumcu     | 1          | 0          | 0           | 0          | 0                 | 0                 | 0                 | 0                 | 1        | 0      | 0           | 0          |
| K. Vogt        | 30         | 0          | 7           | 0          | 3                 | 0                 | 0                 | 0                 | 33       | 0      | 7           | 0          |